# Notosphaeridion scabrosum
Notosphaeridion scabrosum är en skalbaggsart som först beskrevs av Pierre Émile Gounelle 1909.  Notosphaeridion scabrosum ingår i släktet Notosphaeridion och familjen långhorningar.
Artens utbredningsområde är Paraguay. Inga underarter finns listade i Catalogue of Life.